# 北海银滩

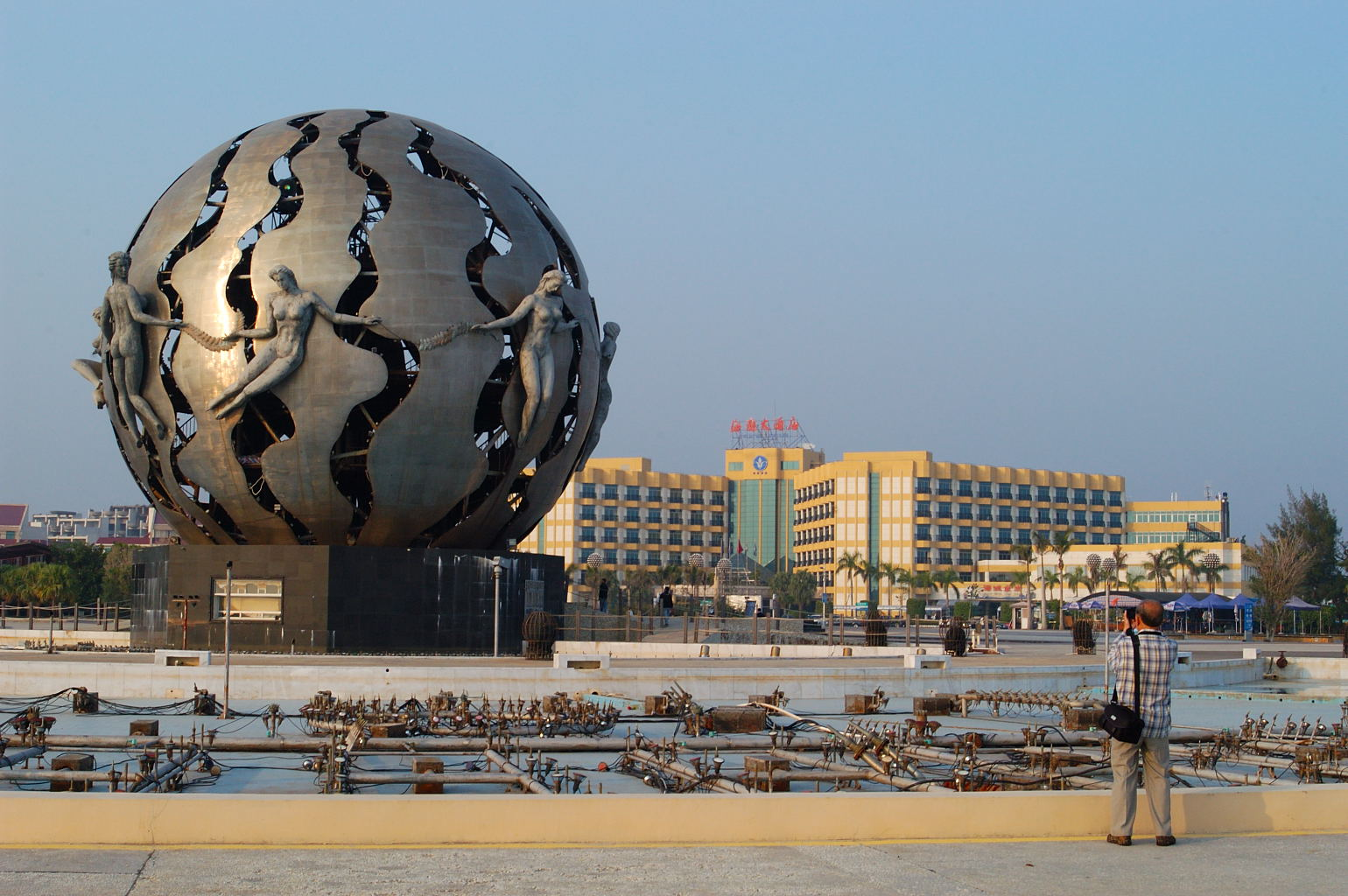
北海银滩

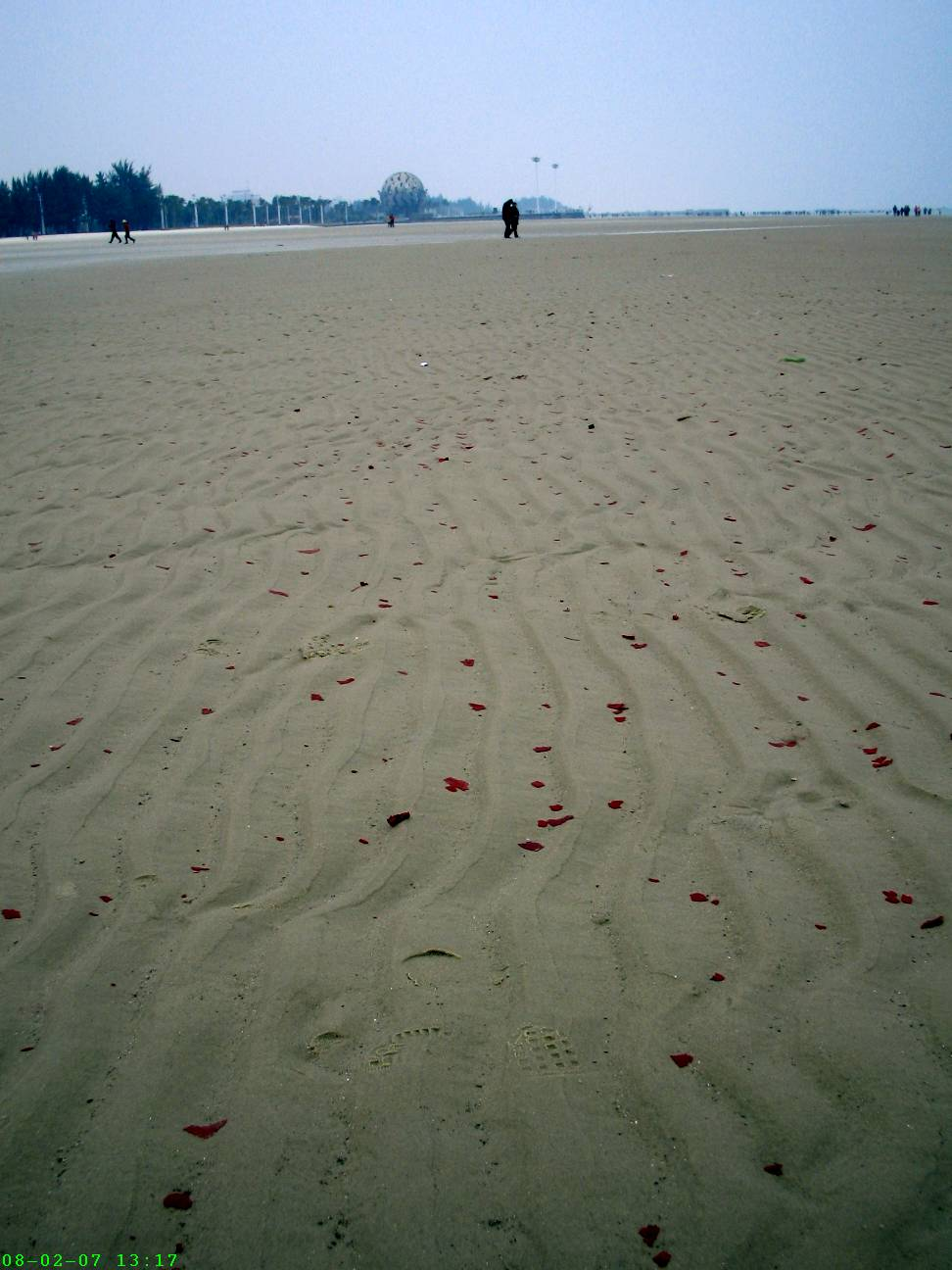
北海银滩

北海银滩是位于中華人民共和國广西壮族自治区北海市的中国国家旅游度假区，长24公里，宽30至3,000米，其特点是“滩长平、沙细白、水温净、浪柔软、无鲨鱼”， 而在1987年时更被时任中央军委副主席杨尚昆誉为“天下第一滩”。
北海银滩距离首府南宁200公里，广东湛江100公里，有高速公路直达广东省。由于沙滩面向南，三面环海，沙滩上既可看到日出，也能看到日落。